# Rizeiella anatolica
Rizeiella anatolica is een schietmot uit de familie Limnephilidae. De soort komt voor in het Palearctisch gebied.